# Johann Dryander
Johann Dryander (Wetter, Hesse, 27 de junho de 1500 — Marburgo, 20 de dezembro de 1560) foi um médico, anatomista, matemático e astrônomo alemão. Autor prolífico sobre os mais variados campos, ficou conhecido na história de medicina por causa de suas primeiras dissecações, tendo realizado a primeira autópsia científica na cidade de Hesse.
Estudou na Universidade de Erfurt e foi aluno de Euricius Cordus, depois continuou seus estudos em Bourges e em seguida Paris, onde deu aulas de matemática e astronomia.  Em 1533 recebeu seu diploma de doutor em medicina na Universidade de Mogúncia tendo se tornado médico particular do arcebispo de Trier Johannes III. von Metzenhausen (1492-1540). Em 1535, foi nomeado professor de matemática e medicina da Universidade de Marburgo.

## Bibliografia

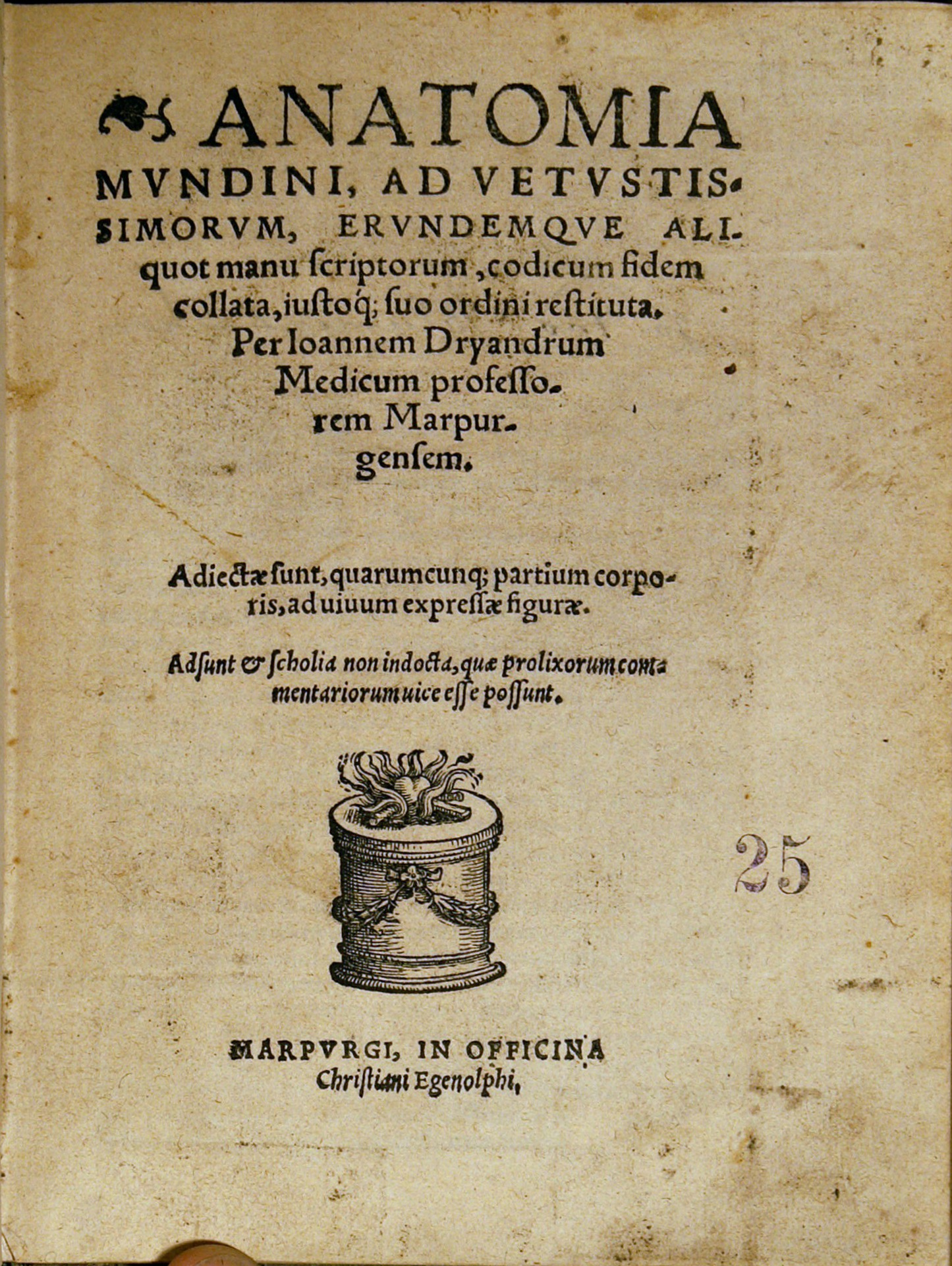
"Anatomia Mundini", 1541
Mondino de Liuzzi (1270-1326)

## Publicações
- Mondino de Liuzzi: Anatomia Mundini, Christian Egenolff, Marburgo 1541
- Anatomia capitis humani, (1536)
- Anatomiae, hoc est, corporis humani dissectionis pars prior: in qua singula quae ad caput spectant recensentur membra, atque singulae partes deliniantur (1537)
- Annulorum trium diversi generis instrumentorum astronomicorum componendi ratio, usus ...
- Astrolabii canones breuissimi, in usum studiosorum astronomiae ex optimis quibusque autoribus decerpti per Io. Dryandrum medicum Marpurgensem, (1538)
- Cosmographicae aliquot descriptiones Jo. Stoefleri Justing ... De sphaera cosmographica ... de duplici terrae proiectione in planum ... Omnia recens data per Jo. Dryandrum ..., Johannes Stöffler (1537)
- Cylindri usus et canones. Marburgo (1543)
- Das Nocturnal Oder Die Nachtvhr Christian Egenolff (1535)
- De chyromantia libri III (1538) Antiochus Tibertus[2] (1538 - 1541)
- De origine rituum Hebraeorum, 1735
- New Artznei und Practicierbüchlin, zu allen Leibsgebrechen und Kranckheyten, Euricius Cordus (1557)
- Noui annuli astronomici, (1536)
- Practicierbüchlin Außerlesener Artzeneystück. Wie alle leibliche Gebrechen vnnd Kranckheiten deß Menschen durch natürliche Mittel curiert vnd geheilt werden mögen ... Frankfurt am Main: Verlag Christian Egenolphs Erben 1589. (Faksimiledruck Antiqua-Verlag Lindau 1979)
- Quadrantis usus et explicatio brevis (1542)
- Sonnawern allerhandt künstlich zu machen. Marburgo (1543)
- Spherae materialis siue globi coelestis. (Das ist) des hymels Lauff gründtliche Außlegung, so vil zur Anleytung der Astronomie dienet, (1539)
- Vom Eymsser Bade. Was natur es in jm hab. Wie man sich darin halten soll. Auch was zu kranckheit es gebraucht sol werden. Straßburg: M. Jacob CammerLander, (1541)
- Von dem ytzigen Sterben oder Pestilentz ... Martinho Lutero, Jodocus Willichius (1554)